# Lady May Abel Smith
Lady May (Helen Emma) Abel Smith (tidligere: The Lady May Cambridge, født prinsesse May af Teck; født 23. januar 1906, død 29. maj 1994)  var et medlem af den udvidede britiske kongefamilie.

## Slægt
Prinsesse May af Teck blev født på det kongelige landsted Claremont House i Surrey. 
Prinsesse May af Tecks far (prins Alexander af Teck, senere den 1. jarl af Athlone samt generalguvernør i Sydafrika og Canada) var bror til dronning Mary af Storbritannien og svoger til kong Georg 5. af Storbritannien. Prins Alexander Cambridge af Teck var oldesøn af kong Georg 3. af Storbritannien.
Prinsesse May mor (prinsesse Alice af Albany, grevinde af Athlone) var sønnedatter af dronning Victoria af Storbritannien. 
Prinsesse May havde arveret til den britiske trone. Det samme har hendes efterkommere.

## Familie
I 1931 blev The Lady May Cambridge (den tidligere prinsesse May) gift med oberst sir Henry Abel Smith (1900 – 1993).
Parret fik to døtre og én søn:  
Anne Liddell-Grainger (født 1932), mor til den konservative politiker Ian Liddell-Grainger (født 1959) og fire yngre børn.
Richard Abel Smith (1933 – 2004), officer, fik én datter og fire børnebørn.
Elizabeth Alice Abel Smith  (født 1936), mor til Emma Charlotte Abel Wise (1. september 1973 – 9. juni 1974) 